# Buick Estate

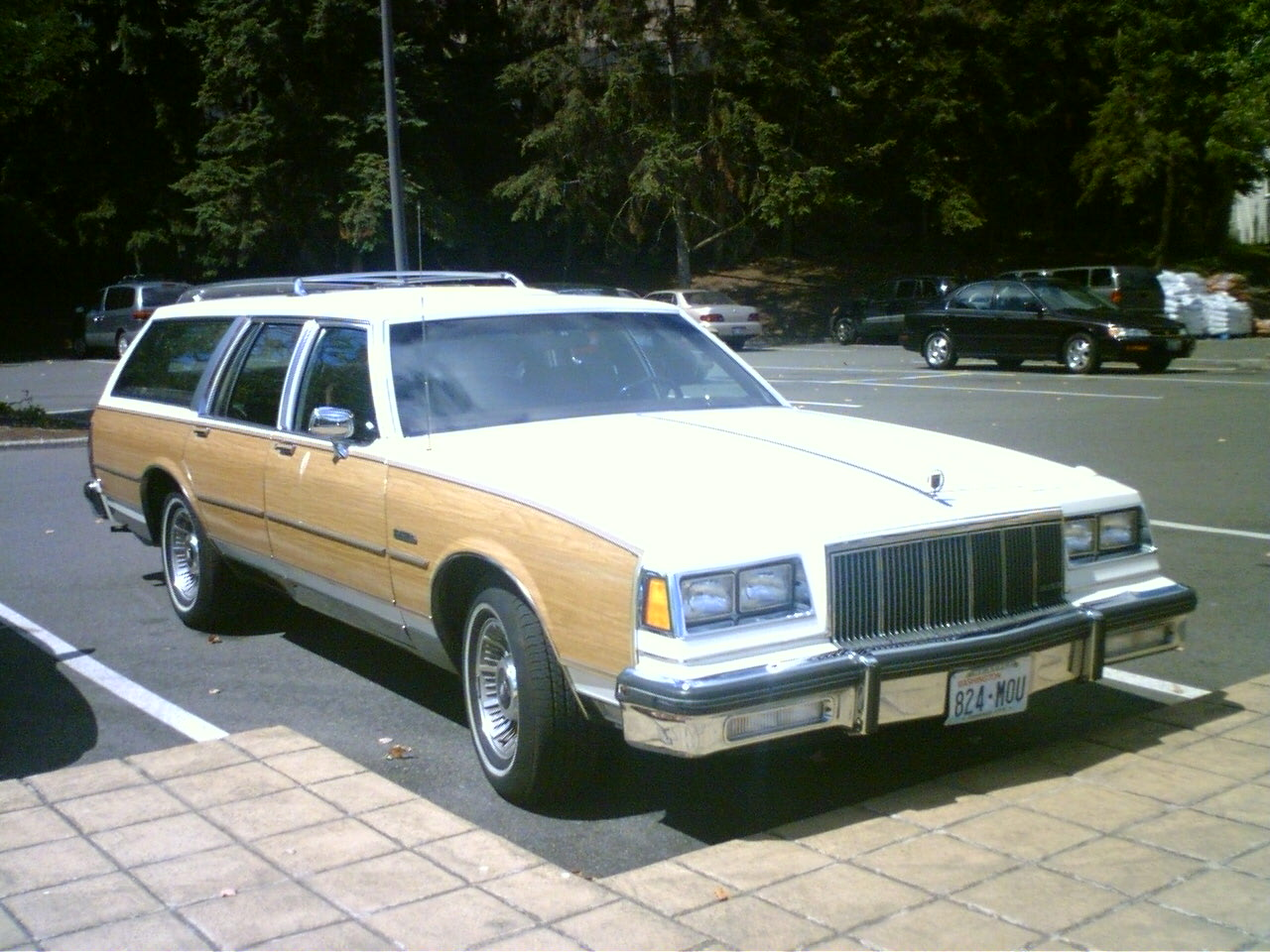
Buick Electra Estate de 1982

L'appellation Buick Estate est utilisée par plusieurs automobiles de type break de la marque américaine Buick entre 1940 et 1996,.